# Poti Irineu de Medeiros
Poti Irineu de Medeiros (Lavras do Sul, RS, 9 de dezembro de 1903 — Porto Alegre, RS, 12 de abril de 1978) foi um político brasileiro.
Foi eleito, em 3 de outubro de 1958, deputado estadual, pelo UDN, para a 40ª Legislatura da Assembleia Legislativa do Rio Grande do Sul, de 1959 a 1963 e reeleito para a 41ª Legislatura da Assembleia Legislativa do Rio Grande do Sul.